# معاهدة الصداقة المغربية الأمريكية (1836)
معاهدة الصداقة المغربية الأمريكية أو المعاهدة مع المغرب هي معاهدة بين المغرب والولايات المتحدة الأمريكية وقعها السلطان أبو الفضل عبد الرحمن بن هشام، جائت في اطار تجديد العلاقة المغربية الأمريكية بعد معاهدة 1786.

## نبذة عن المعاهدة
تتميز المعاهدة بكونها معاهدة مستديمة في تاريخ الولايات المتحدة الأمريكية وتعتبر أقدم معاهدة من نوعها تبرمها الولايات المتحدة في تاريخها مع بلد أجنبي، نتجت هذه المعاهدة عن عدم اعتراف الولايات المتحدة الأمريكية بالحماية الفرنسية على المغرب رغم الطلب المتكرر لهذه الأخيرة، و لم تعترف بالحماية الا بعد دخول الولايات المتحدة الأمريكية الحرب العالمية الأولى بتاريخ 20 أكتوبر 1917.

## البنود
تضمنت الاتفاقية 25 بنذا تتناول مختلف المواضيع:
- إقامة مواطني البلدين.
- حرية التجارة.
- نظام السفن في الموانئ وفي أعالي البحار.
- ضبط المعاملات أثناء الحرب بين الطرفين.
- مراعاة الحياد في حالة نشوب حرب بين الطرفين ودولة أجنبية أخرى.

## وصلات خارجية
- History of the U.S. and Morocco
- MEKNES, TREATY OF (1836)